# Győrújbarát
Győrújbarát é um município da Hungria, situado no condado de Győr-Moson-Sopron. Tem 33,61 km² de área e sua população em 2015 foi estimada em 6.401 habitantes.